# Nisha Mohota
Nisha Mohota (* 13. Oktober 1980 in Hinganghat, Distrikt Wardha, Maharashtra) ist eine indische Schachspielerin. Sie trägt die Titel Großmeister der Frauen (WGM) und Internationaler Meister (IM).

## Leben
Das Schachspielen begann Nisha Mohota im Alter von sieben Jahren. In Kalkutta besuchte sie die Montessorischule Mahadevi Birla Shishu Vihar und die Goodricke National Chess Academy. Sie arbeitet für die Life Insurance Company of India in Kalkutta.

## Erfolge

### Meisterschaften
Bei der asiatischen Einzelmeisterschaft der Frauen 2001 in Chennai, die Li Ruofan gewann, wurde Nisha Mohota geteilte Dritte. 2005 gewann sie im damaligen Bangalore ungeschlagen vor Mary Ann Gomes die indische Einzelmeisterschaft der Frauen.
Für die indische Frauennationalmannschaft spielte sie bei drei Schacholympiaden: 2004, 2008 und 2010. Für Indien spielte sie auch bei den Asienmeisterschaften der Frauen 2003, 2005 (am Spitzenbrett), 2008 und 2009 (in der zweiten Mannschaft), am zweiten Brett hinter Eesha Karavade bei der Mannschaftsweltmeisterschaft der Frauen 2013 in Astana sowie beim Schachwettbewerb der Frauen der Asienspiele 2010.

### Titel und Rating
Für das Erreichen von zwei Drittel der möglichen Punkte beim Zonenturnier der Frauen 1995 in Madras erhielt sie den Titel Internationaler Meister der Frauen (WIM). Bis 1999 war sie damit die jüngste Inderin, die den WIM-Titel erhielt. Großmeister der Frauen (WGM) ist sie seit August 2003, als vierte Inderin nach S. Vijayalakshmi, K. Humpy und Aarthie Ramaswamy, der dies gelang. Die Normen hierfür erzielte sie bei der asiatischen Einzelmeisterschaft der Frauen 2001, bei einem IM-Turnier im April 2002 in Dhaka sowie mit Übererfüllung bei der indischen Einzelmeisterschaft der Frauen im Januar 2003 in Mumbai. Internationaler Meister (IM) ist sie seit Februar 2011. Die Normen für den IM-Titel erzielte sie beim internationalen Open im April 2009 in Sydney, beim 4. Kolkata Open im September 2009, bei dem sie unter anderem gegen den Großmeister Neelotpal Das gewann sowie beim 36. Obert-Turnier im August 2010 in Badalona, bei dem sie unter anderem GM Aryam Abreu Delgado besiegte.
Ihre Elo-Zahl beträgt 2166 (Stand: September 2022), sie liegt damit auf dem 29. Platz der indischen Elo-Rangliste der Frauen. Ihre bisher höchste Elo-Zahl war 2416 im Oktober 2007. Sie lag damals auf dem 47. Platz der FIDE-Rangliste der Frauen und vierten Platz der indischen Elo-Rangliste der Frauen.